# Fyrunga
Fyrunga är kyrkbyn i Fyrunga socken i Vara kommun i Västergötland, belägen öster om Vara och strax öster om Lidan.
Här ligger Fyrunga kyrka.